# Mariann Budde

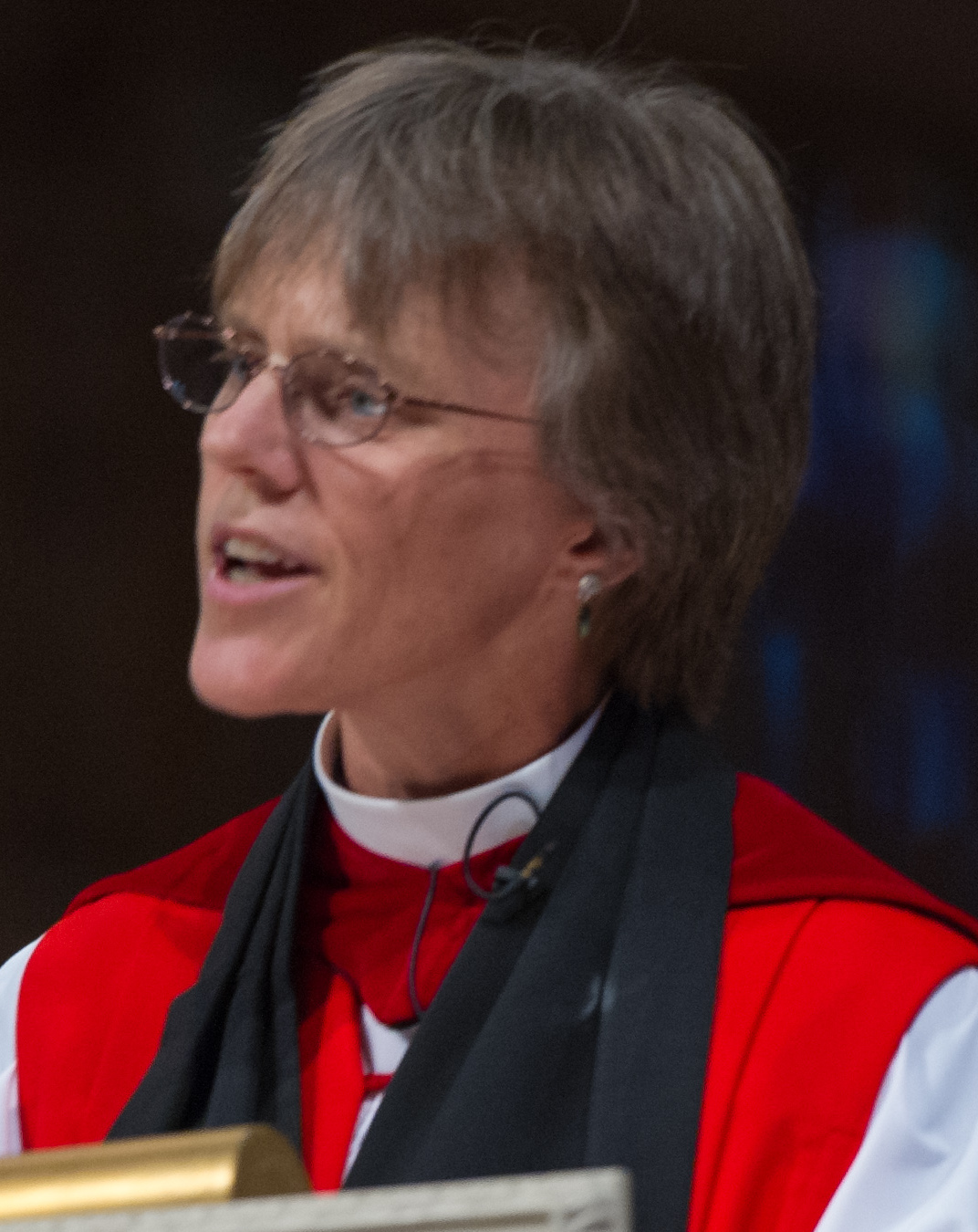
Mariann Budde bij herdenking van Neil Armstrong

Mariann Edgar Budde (/bʌdi/; née Edgar; 10 december 1959) is een Amerikaanse prelaat van de Episcopaalse Kerk. Sinds november 2011 is zij bisschop van Washington. Voordat ze werd verkozen tot de eerste vrouwelijke bisschop van Washington, was ze 18 jaar lang rector van de St. John's Episcopal Church in Minneapolis, Minnesota.

## Levensloop

### Jeugd en opleiding
Mariann Budde werd geboren op 10 december 1959 in Summit, New Jersey, uit een Zweeds-Amerikaanse moeder, Ann Björkman (1931–2024), en een Amerikaanse vader, William Edgar. Ze groeide op in het Flanders-deel van Mount Olive Township, New Jersey, waar ze de West Morris Mount Olive High School bezocht, en ook in Colorado, na de scheiding van haar ouders.
Ze voltooide haar bacheloropleiding aan de Universiteit van Rochester in 1982, waar ze een Bachelor of Arts-graad in geschiedenis behaalde met magna cum laude. Ze ontving haar Master of Divinity (1989) en Doctor of Ministry (2008) graden van het Virginia Theological Seminary.

### Carrière

#### Vroege carrière
Budde beoefende het ambt van dominee in Arizona en werkte daarna als missionaris in Honduras voordat ze zich bij de geestelijkheid aansloot. Op 24-jarige leeftijd werd ze als postulant in de Episcopale Kerk geaccepteerd. Op 28 mei 1988 werd ze tot diaken gewijd en op 4 maart 1989 tot priester. Haar eerste positie na het seminarie was als assistent-priester bij de Trinity Episcopal Church in Toledo, Ohio. In 1993 werd zij rector van de St. John's Episcopal Church in Minneapolis, Minnesota, en vervulde die functie 18 jaar lang. Budde heeft het wonder van de broden en de vissen vaak aangehaald als de basis van haar ambt.

#### Bisschop van Washington
Budde werd op 18 juni 2011 verkozen als negende bisschop van Washington, tijdens een speciale conventie in de Washington National Cathedral als opvolgster van de aftredende bisschop John Bryson Chane. Op 12 november van dat jaar werd ze in de kathedraal tot bisschop gewijd en werd daarmee de eerste vrouwelijke diocesane bisschop van Washington. 
Als bisschop leidt ze het bisschoppelijk bisdom van Washington, dat 86 bisschoppelijke gemeenten en 10 bisschoppelijke scholen omvat in het District of Columbia en in vier districten van Maryland:  Montgomery, Prince George's, Charles en St. Mary's. Zij is ook voorzitter van de Protestant Episcopal Cathedral Foundation, en ambtshalve lid van de raad van bestuur van de National Cathedral School.
Haar eerste preek in de Nationale Kathedraal, die door 2000 mensen werd bijgewoond, was de eerste sinds een aardbeving de kathedraal enkele maanden eerder had beschadigd.
Als bisschop hield Budde toezicht op de verwijdering uit de Washington National Cathedral van de glas-in-loodramen ter ere van de Confederatiegeneraals Robert E. Lee en Thomas Jackson. Op de plaats van de oude ramen (in 1953 geschonken door de United Daughters of the Confederacy) werden nieuwe ramen geplaatst met afbeeldingen van de strijd voor de burgerrechten van Afro-Amerikanen (getiteld Now and Forever en uitgevoerd door Kerry James Marshall).
In oktober 2018 leidde Budde de begrafenisdienst van Matthew Shepard. De familie van Shepard had jarenlang geaarzeld om de stoffelijke resten van Shepard te begraven uit angst voor vandalisme, maar ze vonden dat zijn stoffelijke resten, twintig jaar na zijn dood, veilig zouden zijn in de kerk.
In juni 2020, tijdens de protesten na de dood van George Floyd in Washington, D.C., bekritiseerde Budde het gebruik van politie en troepen van de National Guard om demonstranten met geweld van Lafayette Square te verwijderen, voorafgaand aan de pose van president Donald Trump voor een fotomoment voor de St. John's Episcopal Church, waardoor het mogelijk werd om ze te gebruiken "als achtergrond voor een boodschap die in strijd is met de boodschap van Jezus."
In augustus 2020 sprak Budde de zegen uit bij de afsluiting van de tweede avond van de Democratische Nationale Conventie van 2020.
In september 2024 was Budde een van de ongeveer 200 christelijke leiders en geleerden die een open brief ondertekenden waarin ze het behoud van de pluralistische democratie en de oppositie tegen autoritair bestuur tot een noodzaak van het christelijk geloof maakte. In de verklaring werden de venwichten van de democratie en de constitutionele beschermingen beschreven als onmisbare middelen om de "menselijke neigingen tot domineren, vernederen en uitbuiten" in toom te houden en zo christelijke principes te vervullen (zoals de roeping om vredestichters te zijn, het geloof dat mensen naar Gods evenbeeld zijn geschapen en het gebod om je vijanden lief te hebben). Budde vertelde aan de Religion News Service dat zij geloofde dat het aanpakken van de ongelijkheid in welvaart, het behouden van religieus pluralisme en het optreden als vredestichters deel uitmaken van de christelijke verantwoordelijkheid.

##### Presidentiële inauguratiedienst
Op 21 januari 2025, de dag na de tweede inauguratie van Donald Trump als president, hield Budde de preek tijdens de interreligieuze gebedsdienst die traditioneel wordt gehouden in de Washington National Cathedral na elke presidentiële inauguratie. Ook aanwezig waren de nieuwe vice-president, J.D. Vance, voorzitter van het Huis van Afgevaardigden Mike Johnson, en Pete Hegseth, Trumps genomineerde voor minister van Defensie. In de preek richtte Budde zich tot Trump, die op de eerste bank zat, en drong er bij hem op aan om genade en mededogen te tonen aan kwetsbare mensen, zeggende: "Miljoenen mensen hebben hun vertrouwen in u gesteld. En zoals u gisteren aan de natie vertelde, hebt u de voorzienige hand van een liefhebbende God gevoeld. In naam van onze God vraag ik u om barmhartigheid te hebben met de mensen in ons land die nu bang zijn." Budde noemde specifiek de LGBTQ+-gemeenschappen, immigranten en vluchtelingen die op de vlucht zijn voor oorlog in hun landen.
Na de dienst bekritiseerde Trump Budde op zijn sociale media website Truth Social als een "zogenaamde bisschop" en een "radicale linkse harde Trump-hater". Trump noemde de dienst ‘erg saai’ en eiste excuses van Budde en de Episcopale Kerk. Ook bondgenoten van Trump vielen Budde aan; de evangelische predikant Robert Jeffress veroordeelde de bisschop omdat zij "onze geweldige president eerder had beledigd dan aangemoedigd" terwijl de Republikeinse congresman Mike Collins zei dat Budde (die een Amerikaans staatsburger is) "aan de deportatielijst zou moeten worden toegevoegd".  Volgens Baptist News Global gebruikten Megan Basham en andere religieuze figuren het incident om hun standpunten te uiten tegen de wijding van vrouwen als predikanten. De opmerkingen van Budde werden verwelkomd door burgerrechtenactivist Bernice King, paus Franciscus' biograaf Austen Ivereigh en andere publieke figuren.
Budde weigerde te reageren op Trumps reactie op haar boodschap; in interviews beschreef ze haar preek als vrij mild, met de beoogde boodschap aan de nieuwe president dat "het land aan u is toevertrouwd. En een van de kwaliteiten van een leider is genade." Budde zei dat eenheid genade, nederigheid en het hooghouden van de menselijke waardigheid vereist; ze waarschuwde voor Amerika's "cultuur van minachting" en voor de schade van polariserende verhalen.

### Persoonlijk leven
Budde trouwde in 1986 met haar man Paul Budde en haar naam is nu Mariann Edgar Budde. Ze hebben twee zonen.

## Erkenning en onderscheidingen
Budde ontving in 2012 een eredoctoraat in de Godgeleerdheid van het Virginia Theological Seminary.

## Publicaties
- Gathering Up The Fragments: Preaching as Spiritual Practice. CSS Pub. Co., Inc (2009). ISBN 978-0-7880-2605-8.
- Receiving Jesus: The Way of Love. Church Publishing (2019). ISBN 978-1-64065-240-8. met een voorwoord door zetelend bisschop Michael Curry.
- How We Learn to Be Brave: Decisive Moments in Life and Faith. Penguin (2023). ISBN 978-0-593-53921-7.